# 東条バスストップ
東条バスストップ（とうじょうバスストップ）は、兵庫県加東市天神に位置する中国自動車道のバス停。有料駐車場が設置されており、パークアンドライドが可能。

## 停車する路線
| のりば | 愛称               | 会社名                 | 行先                                                            | 備考               |
| ------ | ------------------ | ---------------------- | --------------------------------------------------------------- | ------------------ |
| 上り線 | 中国ハイウェイバス | 西日本JRバス・神姫バス | 大阪国際空港・大阪（新大阪駅・大阪駅JR高速バスターミナル・USJ） | 特急便・急行便のみ |
| 上り線 | 山崎 - 三ノ宮線    | ウエスト神姫           | 神戸（神姫バス神戸三宮バスターミナル）                          |                    |
| 下り線 | 中国ハイウェイバス | 西日本JRバス・神姫バス | 加東（社（車庫前））                                            | 急行便             |
| 下り線 | 中国ハイウェイバス | 西日本JRバス・神姫バス | 西脇（西脇市役所）                                              | 急行便             |
| 下り線 | 中国ハイウェイバス | 西日本JRバス・神姫バス | 加西（北条（アスティアかさい））                                | 急行便             |
| 下り線 | 中国ハイウェイバス | 西日本JRバス・神姫バス | 津山（津山駅）                                                  | 特急便・急行便のみ |
| 下り線 | 神戸 - 湯村温泉線  | 全但バス               | 湯村温泉・浜坂駅                                                |                    |

### かつて停車していた路線
以下の路線は2015年3月をもって休止。
- 神戸 - 津山線（西日本JRバス）
  - 新神戸・三宮・神戸三田プレミアム・アウトレット - 津山

以下の路線は2020年11月をもって休止。
- 津山エクスプレス京都号（西日本JRバス・神姫バス）
  - 京都 - 津山

## 所要時間
- 大阪駅まで75分
- 新大阪駅まで58分
- USJまで110分
- 三宮まで48分
- 千里ニュータウン（桃山台駅前）まで49分
- 滝野社インターまで9分
- 西脇まで24分
- 社(車庫前)まで17分
- アスティアかさいまで32分
- 津山駅まで109分
- 和田山まで90分
- 湯村温泉まで171分
- 浜坂駅まで190分

## 周辺
- 加東市役所東条庁舎
- 東条文化会館 (コスミックホール)

## 隣
E2A 中国自動車道
(7-1)ひょうご東条IC - (BS)東条BS  - (PA)社PA/BS - (8)滝野社IC/BS

## バス停へのアクセス
- 神姫バス 東条BS前バス停、天神バス停(約250m)

## 位置情報
- 東条バスストップ（バス停検索）

- 北緯34度54分15秒 東経135度03分53秒 / 北緯34.90417度 東経135.06472度
- 天神［北東］ - 地理院地図
- 加東郡東条町天神 加東市役所 東条庁舎 - Google マップ

- - Google マップでは東条バスストップで検索しても正しく表示されないため、近傍の地点で代用。なお、住所の検索キーワードが合併前のものになっているのは、加東市天神では正しく表示されないためである。